# Walter Allen
Walter Ernest Allen, född 23 februari 1911, död 28 februari 1995, var en brittisk romanförfattare och kritiker.
Allen var journalist vid bland annat New Statesman och Times Literary Supplement. I sin litteraturöversikt The English Novel (1954) gav han en klar och balanserad översikt över den engelska romanens historia.